# (32169) 2000 NT9
2000 NT9 (asteroide 32169) é um asteroide da cintura principal. Possui uma excentricidade de 0.11715490 e uma inclinação de 10.75033º.
Este asteroide foi descoberto no dia 6 de julho de 2000 por LINEAR em Socorro.